# Liste der Kulturdenkmale in Laudenbach (Bergstraße)
In der Liste der Kulturdenkmale in Laudenbach (Bergstraße) sind alle Bau- und Kunstdenkmale der Gemeinde Laudenbach verzeichnet, die im „Verzeichnis der unbeweglichen Bau- und Kunstdenkmale und der zu prüfenden Objekte“ des Landesamts für Denkmalpflege Baden-Württemberg verzeichnet sind.
Diese Liste ist nicht rechtsverbindlich. Eine rechtsverbindliche Auskunft ist lediglich auf Anfrage bei der Unteren Denkmalschutzbehörde des Rhein-Neckar-Kreises erhältlich.

## Allgemein
- Bild: Zeigt ein ausgewähltes Bild aus Commons, „Weitere Bilder“ verweist auf die Bilder im Medienarchiv Wikimedia Commons.
- Bezeichnung: Nennt den Namen, die Bezeichnung oder die Art des Kulturdenkmals.
- Lage: Straßenname und Hausnummer oder Flurstücknummer des Kulturdenkmals, gegebenenfalls auch den Ortsteil. Die Grundsortierung der Liste erfolgt nach dieser Adresse. Der Link (Karte) führt zu verschiedenen Kartendiensten mit der Position des Kulturdenkmals. Fehlt dieser Link, wurden die Koordinaten noch nicht eingetragen. Sind diese bekannt, können sie über ein Tool mit einer Kartenansicht einfach nachgetragen werden. In dieser Kartenansicht sind Kulturdenkmale ohne Koordinaten mit einem roten bzw. orangen Marker dargestellt und können durch Verschieben auf die richtige Position in der Karte mit Koordinaten versehen werden. Kulturdenkmale ohne Bild sind an einem blauen bzw. roten Marker erkennbar.
- Datierung: Baubeginn, Fertigstellung, Datum der Erstnennung oder grobe zeitliche Einordnung entsprechend des Eintrags in der zuständigen Denkmaldatenbank (Landesamt für Denkmalpflege Baden-Württemberg).
- Beschreibung: Kurzcharakteristik des Kulturdenkmals.

## Liste
| Bild           | Bezeichnung                              | Lage                                  | Datierung              | Beschreibung | ID |
| -------------- | ---------------------------------------- | ------------------------------------- | ---------------------- | --- | -- |
|                | Marienstatue                             | Laudenbach, Gewann Kreuzberg          | 1753                   | Sandsteinstatue der Maria Immaculata, Sockel mit Inschrift Geschützt nach § 2 DSchG |    |
| Weitere Bilder | Kath. Pfarrkirche St. Bartholomäus       | Laudenbach, Bahnhofstraße 16 (Karte)  | 1934/35                | Große, verputzte Saalkirche unter Satteldachmit eingezogenem, flach schließendem Chor, Kapellenschiff und seitlich abgeschobenem Turm. Nach Plänen von Fridolin Bosch, Erzbischöfliches Bauamt Heidelberg, errichtet Geschützt nach § 2 DSchG |    |
|                | Villa mit Garten und Einfriedung         | Laudenbach, Bahnhofstraße 87 (Karte)  | um 1900                | Geschützt nach § 2 DSchG | BW |
|                | kleines Gehöft                           | Laudenbach, Berggässchen 7, 9 (Karte) | 1559                   | Geschützt nach § 2 DSchG | BW |
|                | Leichenhalle                             | Laudenbach, Hauptstraße               | Ende 19. Jh.           | Geschützt nach § 2 DSchG |    |
|                | Friedhofskreuz                           | Laudenbach, Hauptstraße               | Ende 19. Jh.           | Geschützt nach § 2 DSchG |    |
|                | Wegkreuz                                 | Laudenbach, Hauptstraße 2 (Karte)     |                        | Geschützt nach § 2 DSchG | BW |
|                | Fränkische Hofanlage                     | Laudenbach, Hauptstraße 34 (Karte)    | 1798/99                | Geschützt nach § 2 DSchG | BW |
|                | Gasthaus zum Einhorn                     | Laudenbach, Hauptstraße 40 (Karte)    | 1810                   | Geschützt nach § 2 DSchG | BW |
|                | Ehemalige Hofanlage                      | Laudenbach, Hauptstraße 42 (Karte)    | 1684                   | Geschützt nach § 28 DSchG | BW |
|                | Hofanlage                                | Laudenbach, Hauptstraße 50 (Karte)    | um 1900                | Geschützt nach § 2 DSchG | BW |
|                | Torfahrthaus                             | Laudenbach, Hauptstraße 51 (Karte)    | 18./19. Jh.            | Geschützt nach § 2 DSchG | BW |
|                | Gasthaus zur Rose                        | Laudenbach, Hauptstraße 52 (Karte)    | 1903                   | Geschützt nach § 2 DSchG | BW |
|                | Wohngebäude                              | Laudenbach, Hauptstraße 72 (Karte)    | Anfang 19. Jh.         | Geschützt nach § 2 DSchG | BW |
|                | Hofanlage                                | Laudenbach, Hauptstraße 83 (Karte)    | 18./19. Jh.            | Geschützt nach § 2 DSchG | BW |
|                | Wohnhaus                                 | Laudenbach, Hauptstraße 91 (Karte)    | frühes 19. Jh.         | Geschützt nach § 2 DSchG | BW |
|                | Wohnhaus                                 | Laudenbach, Hauptstraße 99 (Karte)    | 18. Jh.                | Geschützt nach § 2 DSchG | BW |
|                | Ehemalige Hofanlage                      | Laudenbach, Kirchstraße 1 (Karte)     | 1824                   | Geschützt nach § 2 DSchG | BW |
| Weitere Bilder | Martin-Luther-Kirche                     | Laudenbach, Kirchstraße 2 (Karte)     | um 1500                | Geschützt nach § 28 DSchG |    |
|                | Sandsteinkreuz                           | Laudenbach, Kirchstraße 2             |                        | Geschützt nach § 2 DSchG |    |
|                | Ehem. evangelisches Pfarrhaus            | Laudenbach, Kirchstraße 3 (Karte)     | 18. Jh.                | Geschützt nach § 2 DSchG |    |
|                | Ehem. Mühle                              | Laudenbach, Kirchstraße 13 (Karte)    | 1832                   | Geschützt nach § 2 DSchG | BW |
|                | Technische Mühleneinrichtung der Ölmühle | Laudenbach, Kirchstraße 27 (Karte)    | Anfang 19. Jh.         | Geschützt nach § 2 DSchG | BW |
|                | Kreuzweg                                 | Laudenbach, Gewann Kreuzberg (Karte)  | 1892                   | Geschützt nach § 2 DSchG | BW |
|                | Kreuz                                    | Laudenbach, Gewann Kreuzberg (Karte)  | 1893                   | Geschützt nach § 2 DSchG | BW |
|                | Bildstockschaft                          | Laudenbach, Gewann Kreuzwald          | 1799                   | Geschützt nach § 2 DSchG |    |
|                | Bildstock                                | Laudenbach, Gewann Kreuzwald          | 18./19. Jh.            | Geschützt nach § 2 DSchG |    |
|                | Wohnhaus                                 | Laudenbach, Mittelstraße 22 (Karte)   | 18./19. Jh.            | Geschützt nach § 2 DSchG | BW |
|                | Wohnhaus                                 | Laudenbach, Mittelstraße 27 (Karte)   | 18./19. Jh.            | Geschützt nach § 2 DSchG | BW |
|                | Hofeinfahrt                              | Laudenbach, Mittelstraße 33 (Karte)   | 19. Jh.                | Geschützt nach § 2 DSchG | BW |
|                | Wasserhochbehälter                       | Laudenbach, Mühlbergweg               | 1905                   | Geschützt nach § 2 DSchG |    |
|                | Scheune                                  | Laudenbach, Querstraße 2 (Karte)      | Anfang 19. Jh.         | Geschützt nach § 2 DSchG | BW |
|                | Ehem. Hofanlage                          | Laudenbach, Rathausstraße 9 (Karte)   | 1893                   | Geschützt nach § 2 DSchG | BW |
|                | Villa                                    | Laudenbach, Sandackerstraße 3 (Karte) | 1920er Jahre           | Geschützt nach § 2 DSchG | BW |
|                | Pumpenhaus                               | Laudenbach, bei Spätburgunderweg 8    | zwischen 1920 und 1925 | Geschützt nach § 2 DSchG |    |
|                | Ehem. Schule                             | Laudenbach, Untere Straße 2 (Karte)   | 1906                   | Geschützt nach § 2 DSchG |    |